# Марко Атлагић
Марко Атлагић (Островица, код Бенковца, 30. април 1949) српски је историчар, политичар и универзитетски професор. Атлагић је доктор историјских наука, народни посланик Народне скупштине Републике Србије, пензионисани професор Филозофског факултета Универзитета у Приштини, некадашњи заступник у Хрватском сабору и министар без портфеља Владе Републике Српске Крајине.

## Биографија

### Образовање
Рођен је 30. априла 1949. године у Островици код Бенковца у српској породици. У Равним Котарима постоји Кула Атлагић. У Бенковцу је завршио гимназију педагошког смера. Дипломирао је на Филозофском факултету Свеучилишта у Задру на смеру историја и педагогија. На истом факултету је похађао постдипломске студије на смеру помоћне историјске науке и ту је магистрирао 1981. године.
Докторирао је 1996. године на Филозофском факултету Универзитета у Приштини. До пензије је био професор овог факултета, као и члан Сената Универзитета у Приштини.

### Политичка каријера

#### Министар без портфеља Републике Српске Крајине
Атлагић је до 1990. године био члан Савеза комуниста Хрватске, функционер општинске партијске организације и председник општине Бенковац, као и Републичке заједнице за науку Хрватске. По обнови вишестраначја 1990. године, изабран је за заступника у Хрватском сабору. Као саборски заступник је на седницама 28. и 29. јуна 1990. године иступио против нових уставних дефиниција Хрватске као искључиво државе хрватског народа. У Сабору је протестовао против изјаве потпредседника Стјепана Сулиманца да усташке јаме у Јадовну, у које су бацани убијани српски цивили, треба забетонирати.
Учествовао је у оснивању Српске аутономне области Книнска Крајина у Книну. Од 1992. године је био члан Српске радикалне странке Републике Српске Крајине и биран је за посланика Скупштине Републике Српске Крајине. Током 1994. године је био и потпредседник Скупштине РСК.
Од 27. јула до 5. августа 1995. године је био министар без портфеља Владе Републике Српске Крајине, чији је председник био др Милан Бабић. Након операције Олуја у августу 1995. године, Атлагић је избегао у Србију и наставио политички ангажман као члан Српске радикалне странке.

#### Влада Републике Српске Крајине у прогонству
Од 2001. године, Атлагић је покушао да под покровитељством Српске радикалне странке обнови рад државних органа Републике Српске Крајине у прогонству. До тога је дошло тек 26. фебруара 2005. године, када је у малој сали Дома синдиката у Београду одржана седница Скупштине на којој је изабрана Влада Републике Српске Крајине у прогонству.
Почетком 2006. године се као сведок одбране појавио у поступку против Слободана Милошевића пред Међународним кривичним судом за бившу Југославију у Хагу.

#### Народни посланик Народне скупштине Републике Србије
Као кандидат Српске напредне странке на парламентарним изборима 2012. године, постао је народни посланик Народне скупштине Републике Србије. За посланика је изабран и на изборима 2020. године. Тренутно је заменик председника Одбора за образовање, науку, технолошки развој и информатичко друштво и члан Одбора за културу и информисање Народне скупштине Републике Србије, као и посланичких група пријатељства са Босном и Херцеговином, Русијом, Мађарском и Црном Гором.